# Nilto Maciel
Pour les articles homonymes, voir Maciel.
Nilto Maciel (Baturité, 30 janvier 1945 – 29 avril 2014) est un écrivain brésilien. Il a publié des poèmes et des histoires en portugais, espéranto, espagnol, italien et français.
Il a étudié le droit à l'Universidade Federal do Ceará et vécut à Brasilia de 1992 à 2008, où il eut plusieurs postes bureaucratiques.
Il a travaillé pour les publications O Saco et  Literatura.

## Œuvres
- Itinerário, 1974,
- Tempos de Mula Preta, 1981
- A Guerra da Donzela,1982
- Punhalzinho Cravado de Ódio, 1986
- Estaca Zero, 1987
- Os Guerreiros de Monte-Mor, 1988
- O Cabra que Virou Bode, 1991
- As Insolentes Patas do Cão, 1991
- Os Varões de Palma, 1994
- Navegador, 1996
- Babel, contos, 1997
- A Rosa Gótica, 1997
- Vasto Abismo, 1998
- Pescoço de Girafa na Poeira, 1999
- A Última Noite de Helena, 2003
- Os Luzeiros do Mundo, 2005
- Panorama do Conto Cearense, 2005
- A Leste da Morte, 2006.
- Carnavalha, 2007
- Contistas do Ceará: D’A Quinzena ao Caos Portátil, 2008
- Contos reunidos (volume I), 2009

## Prix
- Prêmio Fundação Cultural de Fortaleza, CE
- Prêmio da Secretaria de Cultura e Desporto do Ceará, 1981, 1986
- Prêmio VI Prêmio Literário Cidade de Fortaleza, 1996,
- Prêmio “Cruz e Sousa”, 1997
- Prêmio "Eça de Queiroz",1998
- Prêmio “Bolsa Brasília de Produção Literária”, 1999
- Prêmio “Brasília de Literatura”, 2003
- Prêmio  “Graciliano Ramos”, 2005